# Mugina
Mugina är en kommun i Burundi. Den ligger i provinsen Cibitoke, i den nordvästra delen av landet, 70 kilometer norr om Burundis största stad Bujumbura.